# Піла-Перша
Піла-Перша (пол. Piła Pierwsza) — село в Польщі, у гміні Вренчиця-Велька Клобуцького повіту Сілезького воєводства.
Населення — 312 осіб (2011).
У 1975-1998 роках село належало до Ченстоховського воєводства.

## Демографія
Демографічна структура станом на 31 березня 2011 року:
|          | Загалом | Допрацездатний вік | Працездатний вік | Постпрацездатний вік |
| -------- | ------- | ------------------ | ---------------- | -------------------- |
| Чоловіки | 163     | 42                 | 107              | 14                   |
| Жінки    | 149     | 24                 | 85               | 40                   |
| Разом    | 312     | 66                 | 192              | 54                   |